# チャンシッター

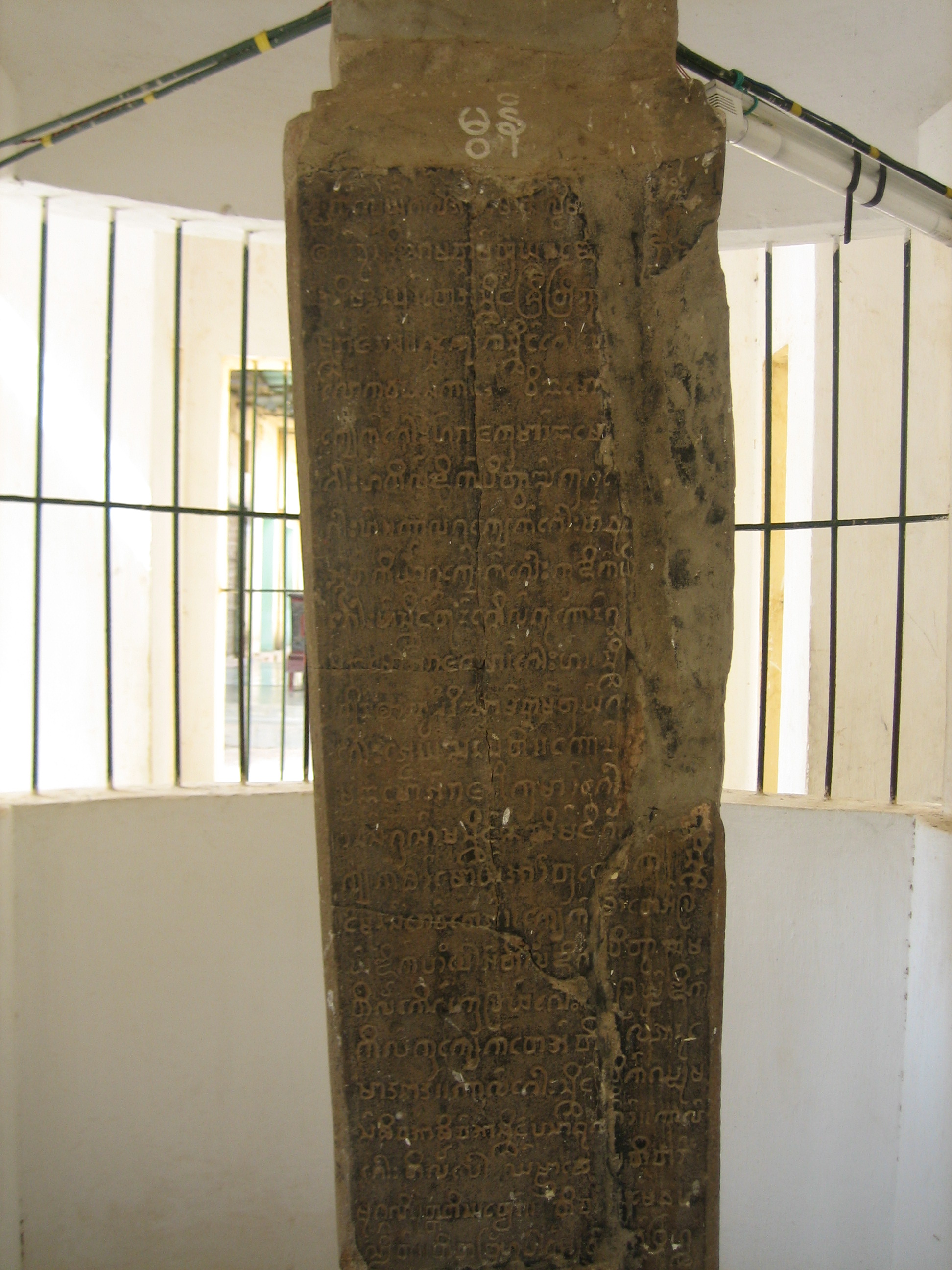
チャンシッターの事跡を記したミヤ・ゼーディー碑文

チャンシッター（ビルマ語: ကျန်စစ်သား、1030年7月21日 - 1113年）は、パガン王朝の第3代の国王（在位：1084年4月21日 - 1113年）。パガンに最盛期をもたらした王として評価されている。日本語ではチャンジッタとも表記される。名前の語源はチャン・シッ・ター（探索から生き延びた者）、あるいは下級役人を表す単語「カラン」を短縮化した「チャン」と兵士を意味する「シッター」の二語を合成したと考えられている。

## 出自
パガン王・アノーヤターの子あるいは家臣と考えられている。パガン朝滅亡後に編纂されたビルマ語の王統史にはアノーヤターに献上されたインドの女性が身ごもった子としているが、彼がパガンの王統に属するかについて研究者たちは疑問視している。研究者の大野徹は王統史内の記述にチャンシッターがアノーヤターの血筋に連ならないことを示唆する箇所が複数あると指摘した。また、G.E.ハーヴェイはアーナンダ寺院内のチャンシッター像の容貌がビルマ族には無い特徴を備え、インドの人種に近いことを指摘している。

## 生涯

### 即位前
チャンシッターはアノーヤターの配下として遠征に従軍し、モン王国遠征で戦功を立てた。モン族が統治するペグーにクメールの兵士が侵入した時、アノーヤターはチャンシッターを救援に向かわせ、チャンシッターはインド出身の兵士を率いて防備に向かった。チャンシッターが侵入者を撃退した後、ペグーからパガンに貢物と共に王女キン・ウがアノーヤターの妃として送られるが、チャンシッターは護送中に彼女と恋に落ちる。この事件はアノーヤターの知るところとなり、チャンシッターは王宮から追放され、チャウンビュー（現在のサガインと考えられている）で隠棲生活を送った。チャウンビュー滞在中に彼は現地の女性ダムプラと交際し、チャウンビューを離れる前、ダムプラに子が生まれればその子に王位を与えるという約束を取り交わした。
アノーヤターの子ソウルーが即位した後にチャンシッターは宮廷に呼び戻されるが、再びキン・ウと関係を持ったため、ラングーン（現在のヤンゴン）付近のダラに左遷された。ペグーのモン族がソウルーに対して反乱を起こすと討伐に従軍し、鎮圧中にソウルーが戦死すると、廷臣たちによって王に擁立される。モン族に勝利した後、大僧正シン・アラハンによって戴冠され、正式にパガンの王に即位した。

### 即位後

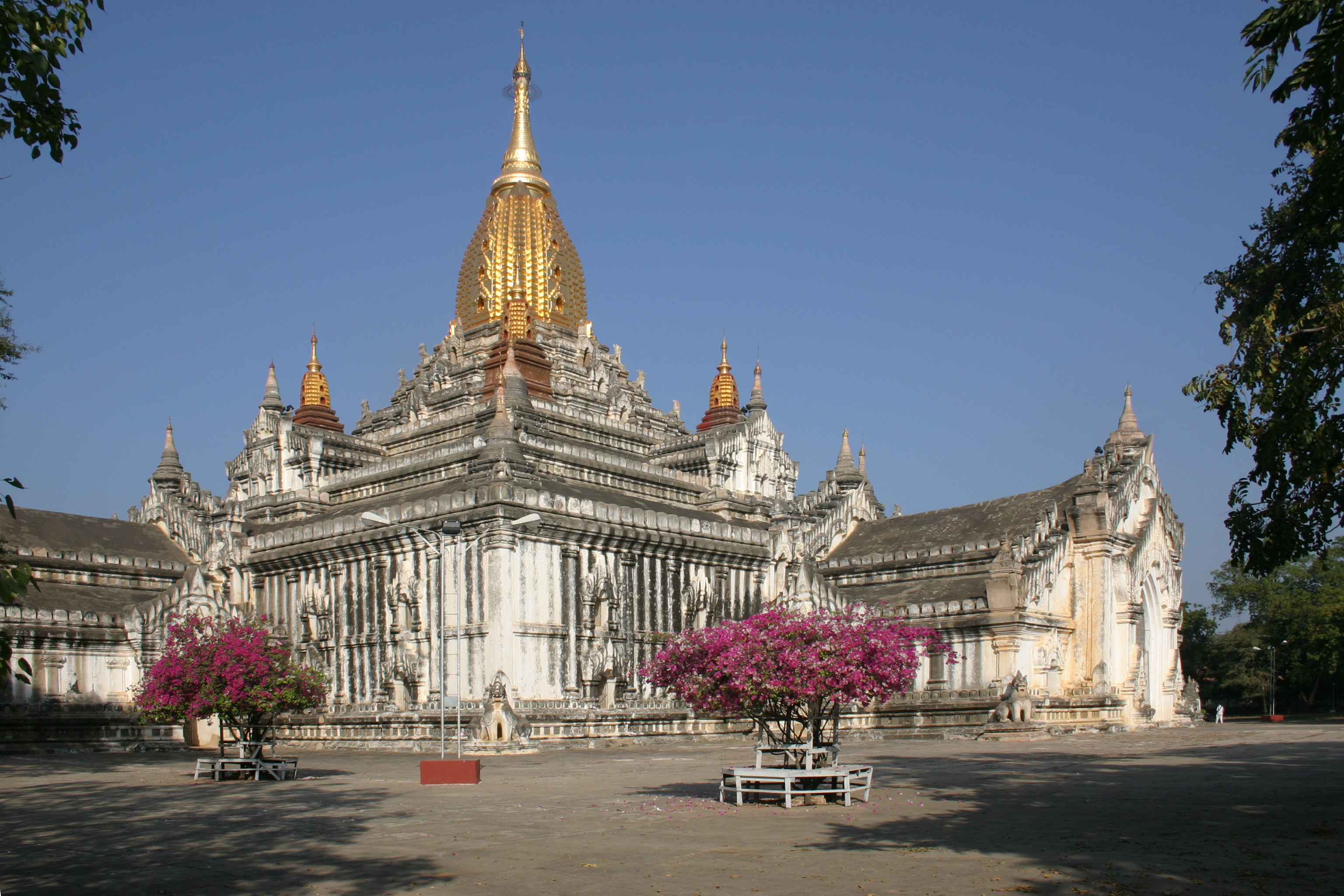
アーナンダ寺院

チャンシッターは治世においては灌漑を積極的に進めるとともに、ビルマ族とモン族の融和政策を実施した。チャンシッターの治世に残された碑文は全てモン語で書かれ、他の王の治世に書かれた碑文にはモン語が使われていないことより、大野徹は彼がモン族の血を引いている可能性が高いと述べた。
チャンシッター在位中の建築事業としてはナガヨン寺院、アベーヤダナー寺院が建立され、またアノーヤターの治世に着工されたシュエズィーゴン・パゴダが完成したことが挙げられる。彼が建立した寺院の中でも、1090年もしくは1091年に建立されたアーナンダ寺院は、パガンで最も大きく均衡のとれた形をしていると称賛されている。アーナンダ寺院は、インドからパガンを訪問した仏僧の話に基づき、オリッサのウダヤギリに建立されたアーナンダの洞窟寺院を模して設計されたものであり、寺院の内部はインドから招聘した画家による壁画で彩られている。
チャンシッターにはシュウェ・エインティという娘がおり、パティカヤ（現在のベンガル地方の一地域）の王子がシュウェ・エインティに求婚した。廷臣はパガンを外国の王に委ねるものだと猛反対し、シュウェ・エインティをソウルーの子ソウユンと結婚させた。ソウユンとシュウェ・エインティの間に男子（アラウンシードゥー）が生まれるとチャンシッターは大いに喜び、アラウンシードゥーを後継者に指名した。アラウンシードゥーが生まれた後、チャンシッターがチャウンビュー滞在中にもうけた私生児ヤーザクマー（バラタ）が現れると、ヤーザクマーに北アラカンの支配者の称号を与えて王子とし、ヤーザクマーの母ダムプラを妃に迎えた。
チャンシッターが没する直前、ヤーザクマーはチャンシッターの事績を称えた碑文（ミャ・ゼーディー碑文）を寺院に奉納した。碑文は彼の事績を与える同一の内容がビルマ語、パーリ語、モン語、ピュー語の4つの言語で記され、現存する最古のビルマ語碑文として知られており、史学と言語学の両方で高い価値を持つ。後の時代に、イギリス人学者オットー・ブラグデンはミャ・ゼーディー碑文を手掛かりとして未解読だったピュー文字を解読した。

## 宗室

### 子
- シュウェ・エインティ：娘。アラウンシードゥーの母。
- ヤーザクマー：妾腹の子。